# Xəyyam Mirzəzadə

Xəyyam Mirzəzadə, 2015

Xəyyam Mirzəzadə (Xəyyam Hadı oğlu Mirzəzadə; Khayyam Mirzazade; Chajjam Mirzazade; * 5. Oktober 1935 in Baku; † 30. Juli 2018) war ein aserbaidschanischer Komponist und Musikpädagoge.

## Leben und Wirken
Mirzəzadə studierte bis 1957 Komposition bei Qara Qarayev an der Musikakademie Baku, wo er anschließend unterrichtete. Von 1969 bis 1983 leitete er die Kompositionsabteilung. Neben der Musik für mehr als 30 Filme und 20 Schauspiele komponierte er u. a. zwei Sinfonien (Essay 63 und Triptychon), vier Orchestersuiten und einen Zyklus von Stücken für Sinfonieorchester, zwei Streichquartette, einen Liedzyklus nach Gedichten von Rəsul Rza, Kantaten und Werke für verschiedene Soloinstrumente. Seine Werke wurden in Österreich, Großbritannien, Ungarn, den Niederlanden, Deutschland, Italien, Frankreich und anderen Ländern aufgeführt.
Für sein Wirken wurde Mirzəzadə vielfach ausgezeichnet, so als Verdienter Künstler der Aserbaidschanischen SSR (1972) und Volkskünstler der Aserbaidschanischen SSR (1987), mit dem Staatspreis von Aserbaidschan (1976 und 1986) und auf Dekret des aserbaidschanischen Präsidenten 2000 mit dem Şöhrət-Orden (Ruhmesorden).